# Jurriaen Ovens

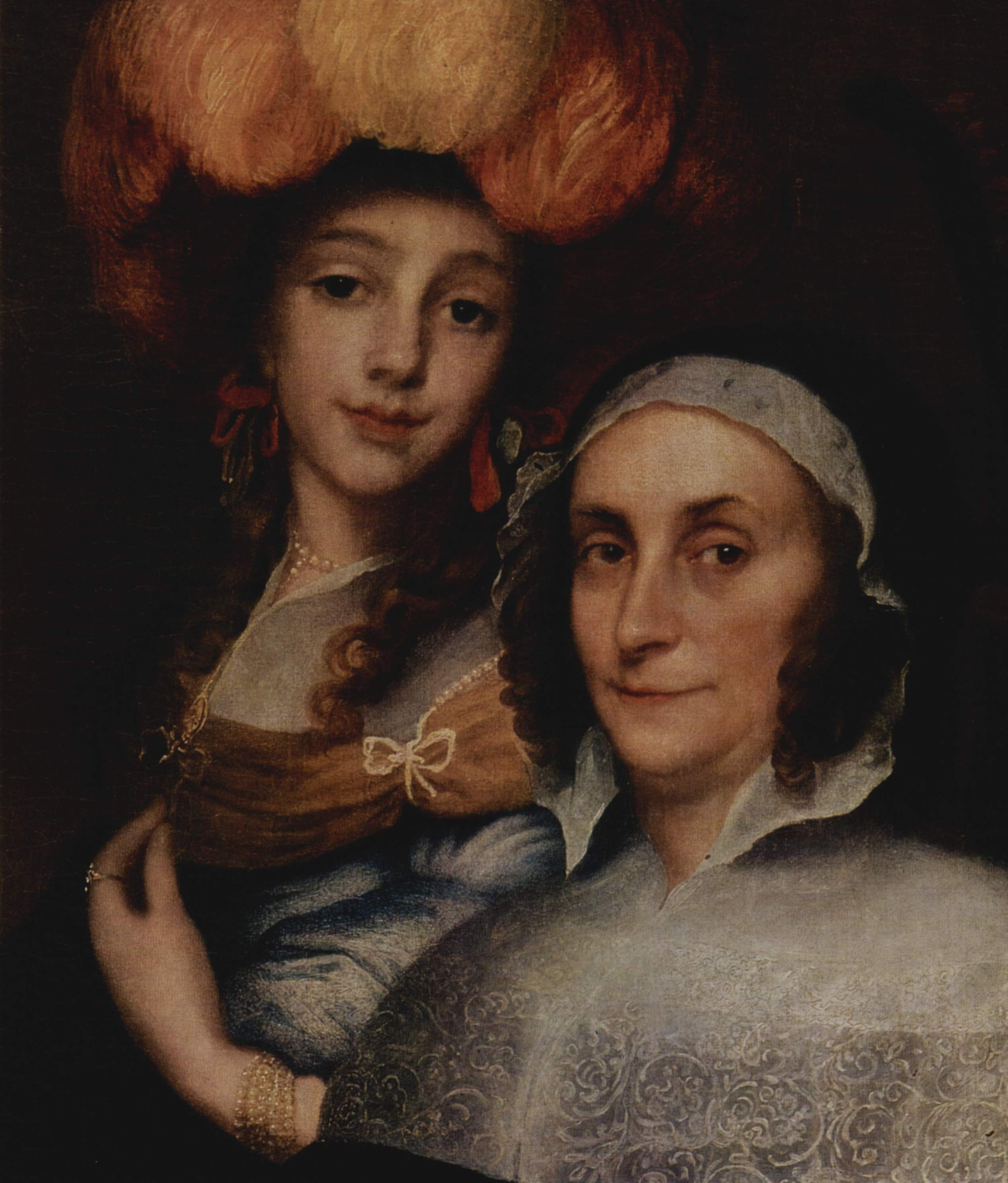
Detail uit familieportret in de Hermitage (Sint-Petersburg)

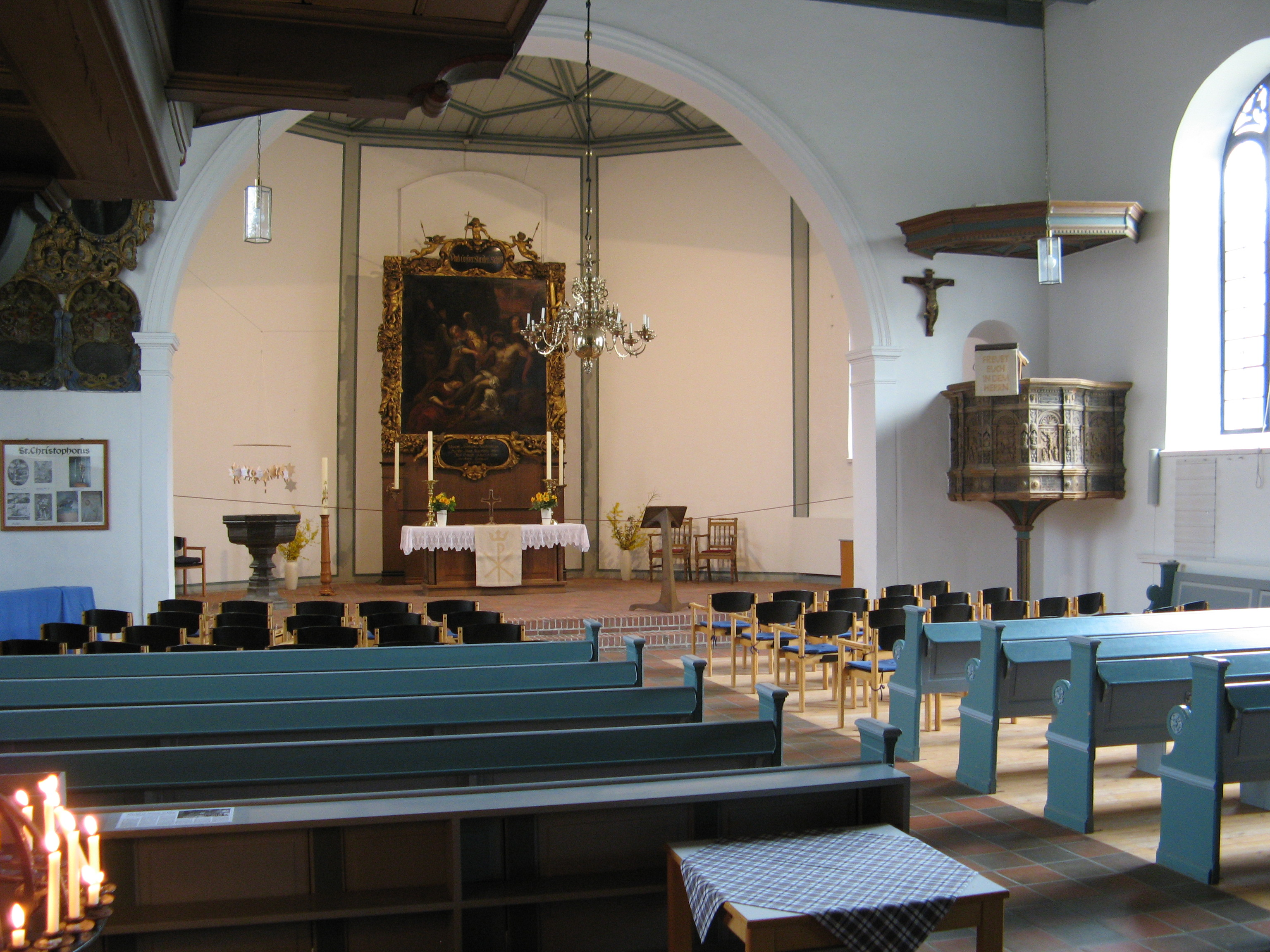
Het interieur van Sint Christophoruskerk met het altaarstuk van Ovens.

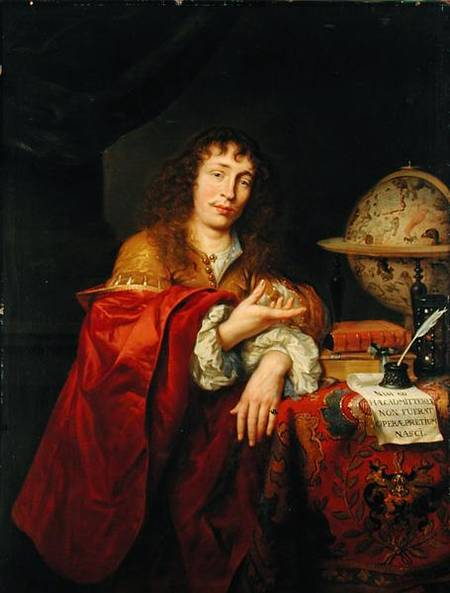
De 22-jaar oude Theodor Kerckring (1660).

Jürgen Ovens of Jurriaen Ovens (1623 - 9 december 1678), was een kunstschilder afkomstig uit Noord-Friesland, en volgens Arnold Houbraken een leerling van Rembrandt. Hij is onbekend gebleven ondanks zijn vele portretten, nacht- en regentenstukken, tekeningen, een lunette (het grote doek in een hoek van de Burgerzaal van het stadhuis van Amsterdam) en de schilderijen voor de hertog van Holstein-Gottorp voor wie hij meer dan 30 jaar werkte, ook als kunsthandelaar.

## Leven
Ovens was de zoon van een herenboer en schepen Ove Broders en Agneta Ovens. Hij groeide op in Tönning, in het Hertogdom Sleeswijk. Rond 1642 kwam hij naar Amsterdam en werkte samen met Govaert Flinck voor Hendrick van Uylenburgh in de Sint Antoniesbreestraat. Hij schilderde de portretten van Jacques Specx en zijn echtgenote. Tot mei 1651 woonde hij in Amsterdam, vervolgens is hij teruggehaald naar Sleeswijk-Holstein, mogelijk op verzoek van Frederik III van Sleeswijk-Holstein-Gottorp. In 1652 trouwde hij met Maria Jens Martens in Friedrichstadt. Zijn schoonvader gaf hem 60.000 daalders, maar eiste dat Ovens zich in de omgeving zou vestigen.
In 1654 verbleef Ovens een paar weken in Stockholm om schilderijen te maken van het huwelijk tussen Karel X Gustaaf van Zweden en Hedwig Eleonora van Sleeswijk-Holstein-Gottorp. Na een bezoek van de kunsthandelaar Gerrit Uylenburgh in 1656 vertrok Ovens opnieuw naar Amsterdam, mogelijk vanwege de Deens-Zweedse Oorlog (1657-1658). Ovens werd in 1657 poorter van Amsterdam om aan werk te komen, want de regels van het gilde werden steeds strenger. Hij verkreeg een opdracht tot het schilderen van een regentenstuk nu in het Amsterdam Museum.
Ovens woonde in een huis op de Lauriergracht in de Jordaan, met een groot atelier onder het dak. Hij verhuurde de kelder als bordeel, net als Flinck, die in 1660 was gestorven. Gerrit van Uylenburgh was zijn buurman of Ovens woonde bij hem in. Johannes Lingelbach was een goede vriend (en getuige toen zijn kinderen werden gedoopt in de Lutherse kerk). In 1661 werd Ovens gevraagd om binnen een paar dagen een schilderij af te maken, waaraan Flinck was begonnen, maar niet had kunnen afmaken. Het schilderij was bestemd voor de verfraaiing van het stadhuis op de Dam, toen Rembrandts schilderij De samenzwering van de Bataven onder Claudius Civilis werd afgewezen. In januari 1663 kreeg Ovens 48 gulden, een schamel bedrag vergeleken bij de andere schilders, maar nog steeds goed betaald voor die tijd. Volgens Houbraken werd Ovens geportretteerd door de Leidse schilder Gerard Dou.

## Laatste jaren
Ovens keerde in mei 1663 als een rijk man terug naar Friedrichstadt en bewoonde het grootste huis in de stad. Hij trad in dienst van de kunstminnende Christiaan Albrecht van Sleeswijk-Holstein-Gottorp als kunsthandelaar en verstrekte aan Artus Quellinus de opdracht voor een grafmonument in Schleswig. Rond 1674 en 1675 woonde hij misschien opnieuw in Amsterdam en schilderde Michiel de Ruyter en Joan Huydecoper van Maarsseveen. In opdracht van Kielmann schilderde hij een altaarstuk voor de in de Sint Christophoruskerk met zichzelf al schilderend.
De schatrijke Ovens had na 1672 contact met Johannes Voorhout die naar Hamburg was verhuisd en de jonge schilder Ernst Stuven. Ovens liet hem zijn collectie zien, bestaande uit honderd werken, waaronder Antonie van Dijck en Jacob Jordaens. Voorhout weigerde voor hem te schilderen of zich te laten portretteren. Ovens schilderde de geleerde en Ruslandkenner Adam Olearius, drie portretten van Christina I van Zweden, en van Johann Adolph Kielmann, de oprichter van de Christian-Albrecht Universiteit in Kiel.

## Werk

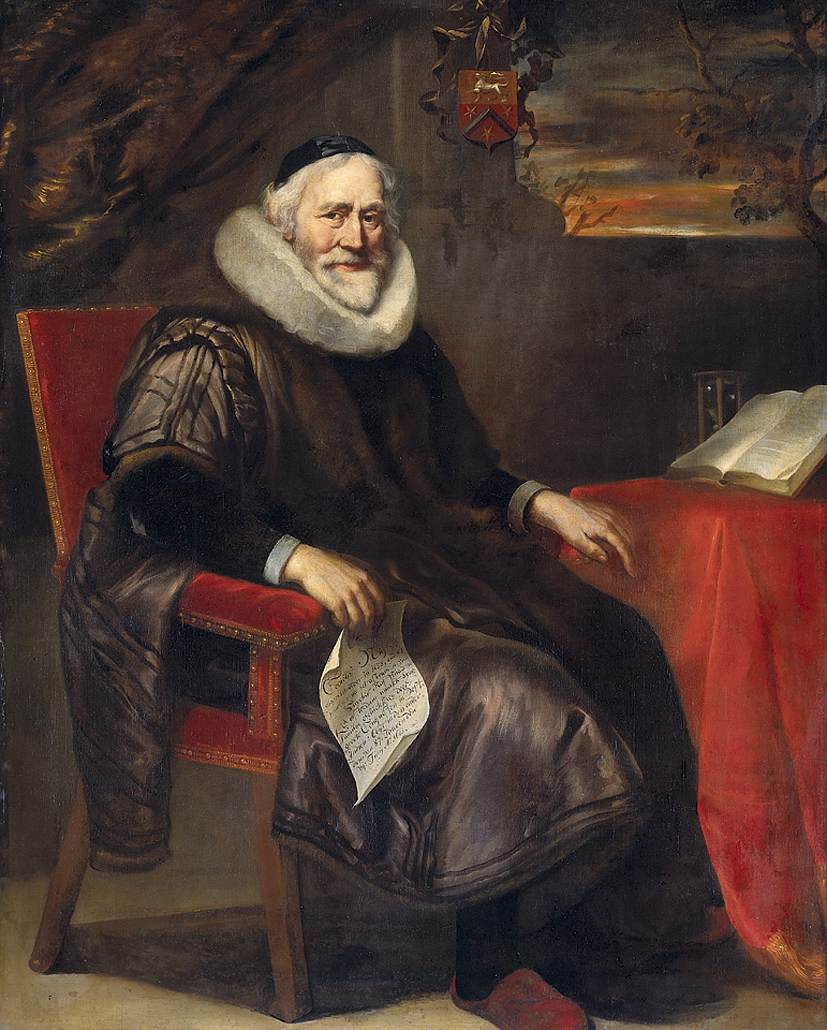
»Cornelis Nuyts gheportraiteert in 1658 oud 84 jaaren: na het af branden van syne Suyckerraffinaderije 't Amsterdam maeckt syne Familye ghelukkig door groote conquesten in Oost-Indien. Obiit in den ouderdom van 87 Jaaren den VII Juny. A° 1661.«

Ovens maakte meerdere portretten van Nicolaes Tulp, zijn dochter Margaretha, haar broer Dirk en zijn vrouw Anna Burgh, Godard Adriaan van Reede, Margaretha Turnor, Comenius, Maarten Tromp, Johan Bernard Schaep, de onbekende Elisabeth Vastriks, Cornelis Nuyts, Jacoba Bicker, Andries de Graeff en zijn familie, Lucia Wijbrants, de boze stiefmoeder van Sara Hinlopen, Margaretha le Gouche, de anatoom Dirck Kerckring, zijn zuster Cornelia, en van haar schoonzoon Willem van Loon. Niet onvermeld mogen blijven de twee portretten van Josepho Francisco Borri, een oogarts, charlatan en alchemist.
Ovens schilderde Karel II van Engeland, die zich in de Spaanse Nederlanden ophield, maar ook John Hutchinson, een van de leidende figuren in de Engelse Burgeroorlog.
Het is nog onduidelijk hoe een van de machtigste personen in Engeland, de hertog van Norfolk aan zeventien schilderijen van Ovens kwam, die op 26 september 1684 zijn verkocht in Amsterdam, mogelijk via Alethea Talbot, zijn grootmoeder, die in 1654 in Amsterdam gestorven was. Het British Museum bezit een ets, en een gravure door Cornelis Visscher naar een voorbeeld van Ovens.
Werk van Jürgen Ovens is onder andere in de volgende openbare collecties te zien:
- Museum de Fundatie, Zwolle
- Amsterdam Museum, Amsterdam